# Mihaela Ani Senocico
Mihaela Ani Senocico, née le 14 décembre 1981 à Bistrița, est une handballeuse internationale roumaine. 
Avec l'équipe de Roumanie, elle participe notamment aux jeux olympiques de 2008.

## Palmarès

### En club
- finaliste de la Coupe Challenge en 2007 avec Universitatea Jolidon Cluj-Napoca

### Distinctions individuelles
- meilleure marqueuse de la Coupe Challenge en 2007[2]